# 加藤龍勇+後藤啓介
加藤龍勇+後藤啓介は、日本のイラストレーター、漫画家。加藤龍勇と後藤啓介の共同作品のときの名義で、1984年の商業誌デビューから1999年のコンビ解消までは「加藤洋之＆後藤啓介」であった。名前を繋ぐのに「＆」ではなく「＋」を使用したのは、単行本では1996年の『ハーフウインド・ハーフクリスタル』が初。

## 来歴
1984年、「模型情報」連載の『夢幻境戦士エリア』（菊地秀行原作）で「加藤洋之＆後藤啓介」名義のコンビでイラストデビュー。その後、小説のカバーイラストや雑誌のイラストなどで人気を博し、1989年5月、画集『Factlily』を刊行、1989年度の星雲賞（アート部門）、SFマガジン読者賞（イラストレーター部門）を受賞する。その後も、1991年、1993年、1996年とSFマガジン読者賞（イラストレーター部門）を受賞。1999年、コンビを解消し、加藤洋之は「加藤龍勇」に改名する。
2020年10月に後藤啓介・加藤龍勇 二人展「ぶらぶら星人の地球再征服」をHOW HOUSE EAST 2F gallery-Rで開催。

## 著書
- 『夢幻境戦士エリア』菊地秀行原作、バンダイ、1985年
- 『Factlily ファクトリリィ』富士見書房、1989年、ISBN 4829191031　※画集
- 『トーランドットの錬金術師』ふゅーじょんぷろだくと、1989年、ISBN 4893930508
  - 『トーランドットの錬金術師』グループ・ゼロ、2020年　※電子書籍
- 『ギョロス大帝の創音機械』ふゅーじょんぷろだくと、1990年、ISBN 4893930672
- 『東京夢漂流』バンダイ、1991年、ISBN 4891891726
  - 『東京夢漂流』グループ・ゼロ、2022年　※電子書籍
- 『めたもるほぉん』バンダイ、1992年、ISBN 4891891963　※絵本
- 『光脈水焔譜』朝日ソノラマ、1992年、ISBN 4257033436　※画集
- 『ANOTHER GREEN WORLD』朝日ソノラマ、1994年、ISBN 4257033797
  - 『ANOTHER GREEN WORLD』グループ・ゼロ、2022年　※電子書籍
- 『ハーフウインド・ハーフクリスタル』NTT出版、1996年、ISBN 4871884406
- 『夢帽子 before and after blue』バンダイ、1998年　※CD-ROM画集

## 関連作品

### 挿絵・イラスト

#### 小説
- 『魔聖界ロード』渡邉由自著、全4巻、朝日ソノラマ文庫、1986年
- 『異次元を覗く家』ウィリアム・ホープ・ホジスン著、ハヤカワ文庫、1986年
- 『ダーコーヴァ年代記』シリーズ、マリオン・ジマー・ブラッドリー著、創元推理文庫、1986年〜1988年
- 『ラベンダー・ドラゴン』イーデン・フィルポッツ著、ハヤカワ文庫、1987年
- 『夢幻界 オンディーヌ』児島冬樹著、角川文庫、1987年
- 『あけめやみ とじめやみ』久美沙織著、ハヤカワ文庫、1987年
- 『無限コンチェルト』グレッグ・ベア著、ハヤカワ文庫、1987年
- 『クレイジー・リー/ダーティプリンス』シリーズ（渡邉由自著、全4+1巻/全5巻、朝日ソノラマ文庫、1987年〜1990年
- 『黒龍とお茶を』R・A・マカヴォイ著、ハヤカワ文庫、1988年
- 『オーラバトラー戦記』富野由悠季著、カドカワノベルス、4巻〜11巻、1988年〜1992年
- 『死の舞踏』マーヴィン・ピーク著、創元推理文庫、1988年
- 『ゆらぎの森のシエラ』菅浩江著、朝日ソノラマ文庫、1989年
- 『ねこたま』小林めぐみ著、富士見ファンタジア文庫、1990年
- 『今はもういないあたしへ…』新井素子著、ハヤカワ文庫、1990年
- 『ハイブリッド・チャイルド』大原まり子著、ハヤカワ文庫、1990年
- 『夢幻漂流者』岬兄悟著、徳間文庫、1990年
- 『英雄ラファシ伝』岡崎弘明著、新潮社、1990年
- 『光と闇の姉妹』『白い女神』ジェイン・ヨーレン著、ハヤカワ文庫、1991年
- 『スクラップ・ドリーマー』園田英樹著、富士見ファンタジア文庫、1992年
- 『レナス 崩壊の序曲』柴尾英令著、富士見ファンタジア文庫、1993年

ほか多数

#### ゲームブック
- 『グラディウス』双葉文庫、1986年
- 『ウォーズン城の魔法使い』富士見書房、1988年

#### ゲーム
- レナス 古代機械の記憶（アスミック、1992年）
- レナスII 封印の使徒（アスミック、1996年）